# Мансі Тауншип (округ Лайкомінг, Пенсільванія)
Мансі Тауншип (англ. Muncy Township) — селище (англ. township) в США, в окрузі Лайкомінг штату Пенсільванія. Населення — 1178 осіб (2020).

## Демографія
Згідно з переписом 2010 року, у селищі мешкало 1089 осіб у 431 домогосподарстві у складі 308 родин. Було 452 помешкання
Расовий склад населення:
| - 97,2 % — білих - 0,4 % — корінних американців - 0,2 % — чорних або афроамериканців - 0,2 % — азіатів |

До двох чи більше рас належало 1,6 %. Частка іспаномовних становила 1,8 % від усіх жителів.
За віковим діапазоном населення розподілялося таким чином: 23,5 % — особи молодші 18 років, 60,5 % — особи у віці 18—64 років, 16,0 % — особи у віці 65 років та старші. Медіана віку мешканця становила 43,9 року. На 100 осіб жіночої статі у селищі припадало 93,4 чоловіків;  на 100 жінок у віці від 18 років та старших — 98,8 чоловіків також старших 18 років.
Середній дохід на одне домашнє господарство  становив 87 978 доларів США (медіана — 56 250), а середній дохід на одну сім'ю — 86 123 долари (медіана — 69 327). Медіана доходів становила 42 308 доларів для чоловіків та 37 656 доларів для жінок. За межею бідності перебувало 9,5 % осіб, у тому числі 16,2 % дітей у віці до 18 років та 6,4 % осіб у віці 65 років та старших.
Цивільне працевлаштоване населення становило 519 осіб. Основні галузі зайнятості: освіта, охорона здоров'я та соціальна допомога — 23,7 %, роздрібна торгівля — 17,0 %, виробництво — 12,1 %, транспорт — 9,6 %.